# Markgrevskab
Markgrevskab eller grænsemark var betegnelsen for nyerobrede områder i udkanten af Frankerriget og senere det Tysk-romerske rige, der tjente som rigets sikring mod nabostaterne. Markerne blev forsvaret og forvaltet af markgrever. På grund af markernes strategiske betydning udstyrede de tyske kejsere markgreverne med vidtrækkende fuldmagter. I tidens løb udviklede mange af markgrevskaberne sig til uafhængige hertugdømmer.
Eksempler på grænsemarker er Mark Brandenburg (grænsemarken mod østnordøst),  Markgrevskabet Meissen (mod øst, den senere Freistaat Sachsen, Ostmark (mod sydøst, det senere Østrig), Mark Verona (i Italien) og Spanske Mark (i Catalonien).